# Шапиро, Михаил Матвеевич
Михаил Матвеевич Шапиро (англ. Mikhail Chapiro; род. 1938) — советский художник еврейского происхождения, живущий и работающий в Монреале, Канада.

## Биография
Родился 1938 году в городке Новозыбкове Брянской области в еврейской семье машиниста паровоза (отец) и химика-технолога (мать).
Во время Великой Отечественной войны семья эвакуировалась в Сибирь. Отец Михаила воевал и погиб в 1943 году под Витебском. По возвращении из эвакуации, мальчик увлёкся рисованием и учился живописи в местном Доме пионеров у художника Петра Чернышевского. Здесь впервые его рисунки участвовали в городских детских выставках. Переехав в Гомель, продолжил занятия живописью во Дворце культуры железнодорожников у художника Бориса Звенигородского. После окончания школы поступил в Ленинградское высшее художественно-промышленное училище имени В.И. Мухиной (ныне Санкт-Петербургская художественно-промышленная академия имени А. Л. Штиглица) на отделение промышленного дизайна.
Из-за увлечения музыкой и участвуя в джаз-бэнде в качестве саксофониста, запустил учёбу, был отчислен из училища и призван в армию. Отслужив в одном из городов Горьковской области, восстановился и, окончив вуз, был распределён в Новосибирск, где провёл следующие семь лет, работая на государственной службе, в свободное от работы время работая над своими картинами.
В 1974 году Шапиро переехал в Москву и профессионально занялся портретной живописью. Писал друзей из своего круга, московскую интеллигенцию, известных в СССР людей. Работал преимущественно маслом, однако выполнял и карандашные рисунки, графику, акварели. Присоединился к советскому андеграундному авангарду, выставлял свои работы в авангардном центре на Малой Грузинской 28, который в 1981 году стал местом его первой персональной выставки. Как и многие художники, осуждался существующим режимом, но был признан российской интеллектуальной элитой. Только с началом перестройки Михаил Шапиро был признан широкой общественностью. С 1988 по 1990 годы его картины выставлялись в Московской галерее современного искусства М'АРС.
В 1992 году Шапиро эмигрировал в Канаду, где продолжил деятельность художника. Среди его работ появились, пейзажи, животные, цветы, абстрактные работы. Манера живописи художника представляет собой смесь реализма и абстракции. Один из учеников художника Петра Акимовича Чернышевского.

## Труды
Михаил Шапиро в настоящее время пишет в основном маслом на холсте. Создал серию портретов советских физиков, в числе которых Андрей Сахаров, Лев Ландау, Евгений Лифшиц, Михаил Леонтович, Игорь Тамм, Лев Арцимович, Абрам Иоффе. Автор портрета русской балерины Майи Плисецкой; картина в настоящее время принадлежит Санкт-Петербургскому музею театрального искусства. Создал ряд портретов самых известных художников XIX−XX веков, таких как Клод Моне, Сальвадор Дали, Пабло Пикассо, Казимир Малевич и другие.
Регулярно выставляется в Канаде и США.
- Некоторые работы